# Волосо Южное
Во́лосо Ю́жное, Во́лосо Ю́жный, Волос Южный (бел. Во́ласа Паўднёвы, Во́лас Паўднёвы) — озеро в Браславском районе Витебской области. Относится к бассейну реки Друйка. Входит в состав Браславской группы озёр. Находится на территории национального парка «Браславские озёра».
Волосо Южное является вторым среди самых чистых озёр Беларуси и четвёртым по глубине.

## Географическое положение
Озеро Волосо Южное расположено в 5 км к северо-востоку от Браслава. Северо-восточнее находится деревня Заборье, юго-западнее — деревня Кромы. Высота водного зеркала над уровнем моря составляет 131,2 м.
С трёх сторон, кроме восточной, водоём окружён другими озёрами Браславской группы. Северо-восточнее располагаются Обабинские озёра.
В некоторых источниках озеро Волосо Южное описывается как более глубокий южный плёс большого водоёма, а связанное с ним через короткую широкую протоку Волосо Северное — как более широкий северный плёс.

## Морфология
Площадь поверхности озера составляет 1,21 км². Длина — 2,5 км, наибольшая ширина — 0,7 км, средняя ширина — 0,48 км. Волосо Южное — четвёртое по глубине озеро Беларуси. Наибольшая его глубина составляет 40,4 м, средняя — 12,5 м. Суммарный объём воды — 15,07 млн м³. Площадь водосбора — 6 км².
Котловина озера эворзионного типа, слегка вытянутая с севера на юг. Склоны высотой 5—8 м, пологие. Восточные склоны суглинистые, крутые, распаханные. Северные и западные склоны сложены камовыми и озовыми песками и покрыты хвойным лесом. Коэффициент изрезанности береговой линии составляет 1,78. Берега низкие, поросшие кустарником и редколесьем, местами заболоченные. Северо-восточные и восточные берега возвышенные (до 0,5 м), песчаные.
Подводная часть озера имеет желобообразную форму. Чёткая и узкая песчаная литораль уже с глубины 1 м резко переходит с крутой сублиторальный склон. Сублитораль до глубины 6 м сложена илом и сапропелем с высоким содержанием кальция, а глубже — высокозольным глинистым илом. Литораль занимает 18,2 % площади водоёма, сублитораль — 20 %. С глубины 20 м начинается ложе озера.

## Гидрология
Приток воды в озеро осуществляется преимущественно из подземных источников. Вклад четырёх сезонных ручьёв и осадков на зеркало является значительно меньшим. Сток идёт по широкой протоке в озеро Волосо Северное (и далее последовательно через несколько Браславских озёр — в Друйку), однако для протоки не характерно заметное течение. Всё это позволяет отнести озеро к слабопроточным.
Укрытая котловина способствует слабому перемешиванию воды (не более 4—7 м), глубже температура резко падает (на 4—5 °C на метр глубины) и на глубинах свыше 10 м не поднимается выше 5 °C. Однако содержание кислорода в озере довольно высокое.
Волосо Южное — самое чистое озеро в Беларуси после озера Глубокое в Полоцком районе. Вода отличается весьма высокой прозрачностью, составляющей 8,3 м. Цветность воды также низка и составляет всего 5—10°, перманганатная окисляемость — не более 6—7 мг/л. Минерализация воды достигает 180—200 мг/л. Гидрологические параметры свидетельствуют о мезотрофном режиме питания с приметами олиготрофии.

## Растительный мир
Надводная растительность и растения с плавающими листьями отмечены лишь в северо-восточном заливе и вблизи протоки в озеро Волосо Северное. Гораздо более распространены подводные растения: харовые водоросли, элодея и роголистник, которые встречаются до глубины 9 м. Подводная растительность покрывает около 50 % поверхности дна.
Фитопланктон насчитывает 25 видов, его биомасса не превышает 1 г/м³.

## Животный мир
Одной из особенностью озера является наличие реликтовых видов беспозвоночных, сохранившихся со времён ледникового периода: лимнокалянуса (Limnocalanus macrurus), понтопореи (Pontoporeja affinis), бокоплава Палласа (Pallasea quadrispinosa), реликтовой мизиды (Mysis relicta).
Общая биомасса зообентоса — 8,5 г/м².
Ихтиофауна озера сигово-снеткового типа. В настоящее время в водоёме обитает 15 видов рыб: лещ, щука, речной угорь, окунь, плотва, густера, линь, золотой карась, налим, ряпушка, снеток, краснопёрка, уклейка, ёрш, подкаменщик. Запасы рыбы невелики, однако промысловый лов не запрещён.

## Экология
Уникальность озера заключается в его необычно чистой воде, а также сохранении реликтовых ледниковых видов. Волосо Южное — важный туристический объект Браславского района.
С 1986 по 2007 годы озёра Волосо Южное и Волосо Северное входили в состав ландшафтного заказника Межозёрный. В настоящее время за сохранение экологической обстановки непосредственно отвечает национальный парк «Браславские озёра», созданный в 1995 году.
Для отдыхающих организовано платное любительское рыболовство.